# Портрет Павла Петровича Турчанинова
«Портрет Павла Петровича Турчанинова» — картина Джорджа Доу и его мастерской из Военной галереи Зимнего дворца.
Картина представляет собой погрудный портрет генерал-майора Павла Петровича Турчанинова из состава Военной галереи Зимнего дворца.
К началу Отечественной войны 1812 года генерал-майор Турчанинов был шефом Олонецкого пехотного полка и командовал 2-й бригадой 22-й пехотной дивизии, находился в корпусе генерала Ф. В. Остен-Сакена и сражался на Волыни против вспомогательного австро-саксонского корпуса. Во время Заграничных походов 1813 и 1814 годов отличился в сражении под Бауценом, далее командовал 22-й пехотной дивизией и отличился во многих сражениях в Саксонии и во Франции.
Изображён в генеральском вицмундире, введённом для пехотных генералов 7 мая 1817 года. Справа на груди звезда ордена Св. Анны 2-й степени с алмазами; на шее крест ордена Св. Георгия 3-го класса; по борту мундира кресты ордена Св. Владимира 2-й степени, прусских орденов Пур ле мерит и Красного орла 2-й степени; справа на груди серебряная медаль «В память Отечественной войны 1812 года» на Андреевской ленте, крест шведского Военного ордена Меча 4-й степени и звезда ордена Св. Владимира 2-й степени. Подпись на раме: П. П. Турчаниновъ 1й, Генералъ Маiоръ.
7 августа 1820 года Комитетом Главного штаба по аттестации Турчанинов был включён в список «генералов, заслуживающих быть написанными в галерею» и 11 ноября 1821 года император Александр I приказал написать его портрет. Турчанинов в это время командовал 13-й пехотной дивизией, расквартированной в центральных губерниях Российской империи, и 12 ноября 1821 года ему из Инспекторского департамента Военного министерства было направлено письмо: «портрет его Высочайше повелено написать живописцу Дове, посему если изволит прибыть в Санкт-Петербург, то не оставить иметь с Дове свидание». Известно, что он приезжал в столицу в июле 1825 года, тогда же он встретился с Доу. Однако гонорар Доу был выплачен значительно раньше — 27 ноября 1823 года, а готовый портрет поступил в Эрмитаж гораздо позже: 21 января 1828 года. Хранитель британской живописи в Эрмитаже Е. П. Ренне указывает, что поскольку фамилия Турчанинова в документах о написании портретов указана в большинстве случаев без инициалов, то возможна путаница в датах принятия с портретом генерал-майора Андрея Петровича Турчанинова.
В 1848 году в мастерской К. Края по рисунку И. А. Клюквина портрета была сделана датированная литография, опубликованная в книге «Император Александр I и его сподвижники» и впоследствии неоднократно репродуцированная.